# Filippi
Filippi (łac. Philippi, gr. Φἱλιπποι Philippoi) – starożytne miasto greckie, następnie kolonia rzymska, w pobliżu wybrzeży Morza Egejskiego, na terenie obecnej Macedonii Wschodniej, na dawnej Via Egnatia i w bliskości obecnej autostrady Egnatia Odos.
W 2016 roku stanowisko archeologiczne w Filippi wpisano na listę światowego dziedzictwa UNESCO.

## Historia
Nazwa została nadana miastu przez Filipa Macedońskiego, który je rozbudował, poczynając od 356 roku p.n.e., na miejscu twierdzy Krenides, zdobytej i dodatkowo zaludnionej osadnikami macedońskimi. Wcześniej była to kolonia Tazos. Z uwagi na kopalnie kruszców, w Filippi m.in. działała mennica Filipa II.
Miasto zostało zajęte przez Rzymian w 168 roku p.n.e. W 42 r. p.n.e., w pobliżu miasta, wojska Antoniusza i Oktawiana Augusta zwyciężyły siły zabójców Cezara – Brutusa i Kasjusza (bitwa pod Filippi). Część legionistów została osiedlona w okolicach miasta, które zyskało nazwę Colonia Victrix Philippensium. W 30 roku p.n.e. cesarz August uznał Filippi za kolonię rzymską i przesłał więcej kolonistów. Osiedlali się tu przybysze z całego imperium, systematycznie prowadzono publiczne i prywatne prace budowlane, toteż na najbliższe trzy wieki miasto nabrało łacińskiego charakteru.
Działał tu, początkowo wśród lokalnej gminy żydowskiej, apostoł Paweł, toteż w 49 lub 50 roku w czasie jego drugiej podróży misyjnej powstała pierwsza na kontynencie europejskim wspólnota chrześcijańska. Paweł odwiedził miasto jeszcze dwukrotnie w roku 56 i 57. List do Filipian datowany jest na lata 54–55 i pokazuje wyniki nauk przez niego głoszonych. W tym okresie miasto, znacznie już powiększone, przeniosło się na równinę, rozciągającą się u stóp znacznie wyżej położonej dawnej twierdzy (akropolu).
W X w. siedziba metropolity bizantyjskiego. Od XIII w. wskutek konkurencji Kawali zaczął się upadek Filippi. Do dziś zachowały się fragmenty agory, biblioteki, palestry, teatru, murów miejskich i dwóch bazylik chrześcijańskich z V i VI w.